# Latérocidence du cordon
Pendant un accouchement, on parle de latérocidence du cordon lorsque le cordon ombilical de l'enfant se place entre le dos ou l'épaule du fœtus et la paroi utérine de la mère.
Lors des contractions utérines de l'accouchement, ou même simplement lors d'un mouvement fœtal, la compression du cordon qui en résulte entraîne une diminution du débit sanguin dans ses vaisseaux et, en conséquence, une hypoxie (manque d'oxygène) de l'enfant, entraînant des anomalies de son rythme cardiaque. Cet accident peut être aggravé lorsque la quantité de liquide amniotique est insuffisante.
En pratique, le diagnostic de latérocidence se fait a posteriori, soit au cours de la césarienne pratiquée à la suite d'anomalies du rythme cardiaque fœtal, soit à l'expulsion par voie basse.